# Latifa Echakhch
Latifa Echakhch (1974 - El Khnansa, Marroc) és una artista marroquina, que actualment (2011) viu entre París i Martigny (Suïssa).

## Biografia
Als tres anys va arribar a França, país on ha crescut i s'ha format. Actualment, viu i treballa entre París i Martigny (Suïssa). Molt crítica amb els mecanismes de control del poder i amb les conseqüències que suposen per a la identitat de les persones, en les escultures i instal·lacions utilitza objectes de la vida quotidiana i símbols culturals que descontextualitza per analitzar les societats postcolonials i globalitzades. El seu treball sobre el món contemporani, que inclou també el vídeo i la fotografia, sovint conté referències velades a artistes i obres de la història de l'art. Ha presentat la seva producció en diverses exposicions individuals i col·lectives.

## Obres
Les seves obres estan principalment fetes amb objectes o materials quotidians, que referencien experiències viscudes per la mateixa artista i que conviden a reflexionar sobre la seva vida i les seves tradicions. Es va formar a l'École supérieure d'art de Grenoble i a l'École nationale supérieure d'art de Cergy-Pontoise. També va fer un curs de postgrau a l'École des beaux-arts de Bordeus. Ha fet residències a IASPIS, Estocolm; la Cité internationale des arts de París i a La Box de Bourges.
| «                 | M'agrada treballar amb allò que s'acostuma a dir-ne “herència cultural”, però els materials que faig servir són molt banals, com clixés, com blocs de sucre, portes, cuscús, catifes, documents oficials | » |
| — Latifa Echakhch | |   |

La seva obra ha estat exposada a diversos museus europeus, entre els quals destaquen la intervenció que va fer a la Capella del MACBA de Barcelona, i d'altres exposicions a llocs com el ve ART de Friburg, el GAMeC de Bèrgam, la Kunsthalle de Basilea, el Centre d'Art Contemporani de Vílnius, l'Institut Suís de Nova York, la Manifesta 7 o la Tate Modern de Londres, entre d'altres. o You're not alone, a la Fundació Joan Miró de Barcelona, entre d'altres.
Obres destacades:
- 2002 - Certificat de Vie
- 2004 - French Touch
- 2005 - Alien of Extraordinary Ability
- 2005 - Sense títol
- 2006 - Hospitalité
- 2007 - A chaque stencil une révolution. Tridimensional[5]
- 2008 - Speakers' Corner, a la Tate Modern[6]
- 2010 - Fantasia
- 2010 - Eivissa